# Selkirk Rex

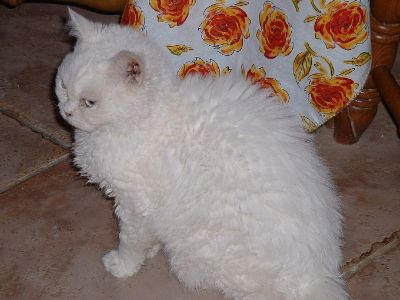
Biały Selkirk Rex

Selkirk Rex – amerykańska rasa kota o futrze typowym dla reksów, która pojawiła się w 1987 roku w Stanach Zjednoczonych. Występuje w odmianie krótkowłosej (Selkirk Rex shorthair) i długowłosej (Selkirk Rex longhair). 

## Wygląd
Rasa jest rezultatem mutacji genu, który powoduje skręcenie włosów okrywowych, podpuchu i wąsów. Kocięta rodzą się już ze skręconym futerkiem, ale typowy dla rasy wygląd uzyskują po około 8–10 miesiącach. Selkirk Rex różni się od innych reksów (kornwalijskich, dewońskich) silnym, muskularnym i kanciastym korpusem. Dorosłe kotki są mniejsze od kocurów. Futro u odmiany długowłosej jest średniej długości z silnymi lokami o indywidualnym skręcie i nie układa się w fale czy wałeczki. Dopuszczalne są wszystkie kolory okrywy włosowej, a kolor oczu powinien harmonizować z kolorem futerka. Głowa Selkirk Reksa jest owalna z krótkim pyszczkiem i bez stopu. Uszy średniej wielkości, oczy okrągłe.

## Charakter
Bardzo spokojny, uczuciowy, lubi towarzystwo człowieka. Przyjaźnie nastawiony do otoczenia. 

## Inne koty Rex
- Bohemian rex
- Cornish rex
- Devon rex
- German rex